# Список умерших в 626 году

## Июнь
- 19 июня — Сога-но Умако, японский государственный и политический деятель.

## Июль
- 2 июля:
  - Ли Цзяньчэн, старший сын китайского императора Ли Юаня из династии Тан, наследник престола (с 618);
  - Ли Юаньцзи, четвёртый сын китайского императора Ли Юаня из династии Тан и императрицы Тайму; наместник Тайюаня и управитель области Бинчжоу (617—619), князь Ци (с 618).

## Дата смерти неизвестна или требует уточнения
- Аделоальд, король лангобардов (616—625/626).
- Варнахар II, майордом Бургундии (613—626/627).
- Жениал, первый герцог Васконии (с 602).
- Зайнаб бинт Хузайма, одна из жён пророка Мухаммада, мать правоверных.
- Ремедий, епископ Кёльна.
- Сунновей, епископ Кёльна.
- Умайя ибн Абу-с-Сальт, доисламский арабский поэт, знаток древних писаний из Таифа.
- Шахин Вахманзадеган, персидский военачальник.